# Pere Planesas Marsal
Pere Planesas i Marsal (Els Hostalets de Balenyà, 1932) és un poeta nascut l'any 1932.
Va treballar tota la seva vida laboral com a ebenista a Tona, compaginant-ho amb la lectura de poesia, la direcció i interpretació de teatre, el cant coral a l'Orfeó Vigatà i fins i tot la política com a regidor a l’Ajuntament de Tona .
A finals del segle passat s’instal·la a Vic, on ha produït tota la seva obra literària publicada.
Des que es va jubilar s’ha pogut dedicar a la seva passió, que és l’escriptura, i concretament la poesia, després de molts anys com a lector.
Aquests darrers vint anys ha escrit un gran nombre de poemes, alguns dels quals han estat publicats en aquests 14 llibres:
- Vols d’oronell (2001)
- La vella que fila (2003)
- Arrels i quimeres (2004)
- Boirines (2008)
- Espais (2010)
- Flors i amors (2011)[1]
- Aromes de tardor (2011-2012)
- Senders de vida (2014)
- Poemes dins l’arbreda (2016)
- Viure els records (2017)
- Parlem dels amors (2019)
- Amors i temors (2020)
- Moments (2021)
- La veu de la mirada (2022)

La Natura i la Vida son les grans protagonistes a la seva obra que beu dels grans mestres catalans i sobretot de Jacint Verdaguer, amb una presència habitual del Montseny.